# Eeva-Joenpelto-Preis
Der Eeva-Joenpelto-Preis (finnisch Eeva Joenpelto -palkinto) ist ein finnischer Literaturpreis.
Er wurde von 1988 bis 2004 insgesamt sechs Mal von der südfinnischen Stadt Lohja vergeben. Alle drei Jahre wurde mit dem Preis ein ausländischer Schriftsteller geehrt, dessen Werk oder der selbst eine besondere Beziehung zur finnischen Literatur hat. Der Auswahl traf eine vierköpfige Jury.
Der Preis war mit 13.000 Euro dotiert. Das Preisgeld wurde von der finnischen Schriftstellerin Eeva Joenpelto (1921–2004) gestiftet, die in Lohja gelebt hat.
2008, vier Jahre nach Joenpeltos Tod, beschloss die Stadt Lohja, den Literaturpreis künftig nicht mehr zu vergeben. Das Andenken an Eeva Joenpelto soll aber auf andere Weise lebendig gehalten werden.

## Preisträger
- 1988 – Jaan Kross
- 1992 – Olof Lagercrantz
- 1995 – Sándor Csoóri
- 1998 – Andreï Makine
- 2001 – Bernhard Schlink
- 2004 – Herbjørg Wassmo